# Fresh FM
Fresh FM är en kommersiell nederländsk radiostation som sänder dance-, techno- och trancemusik. Man kan även lyssna på internet (webbradio). Kanalen fokuserar på den grupp av personer mellan 17 och 49 år och är inom sitt sändningsområde en av de mest lyssnade radiostationer. Studion ligger i Zoetermeer. Slogan är "Voel je goed!" och "It's all about the music" som betyder på svenska Må bra och Det handlar om musik.

## Frekvens
- Alkmaar 95.7 FM
- Alphen a/d Rijn 95.9 FM
- Amstelveen 95.7 FM
- Amsterdam 95.7 FM
- Bilthoven 103.4 FM
- Bloemendaal 95.9 FM
- Castricum 95.7 FM
- Delft 95.6 FM
- Den Haag 95.6 FM
- Haarlem 95.9 FM
- Haarlemmermeer 95.9 FM
- Hoek van Holland 95.6 FM
- Hoofddorp 95.7 FM
- Leiden 95.9 FM
- Maarssen 103.4 FM
- Naaldwijk 95.6 FM
- Nieuwegein 103.4 FM
- Noordwijk 95.9 FM
- Purmerend 95.7 FM
- Rijswijk 95.6 FM
- Scheveningen 95.6 FM
- Utrecht 103.4 FM
- Voorburg 95.6 FM
- Wassenaar 95.6 FM
- Woerden 103.4 FM
- Zaandam 95.7 FM
- Zaanstad 95.7 FM
- Zandvoort 95.9 FM
- Zoetermeer 95.6 FM